# Gruen Watch Company
Pour les articles homonymes, voir Gruen.
Gruen Watch Company est une ancienne compagnie américaine d'horlogerie, fondée en 1874 et disparue en 1977.

## Gruen Watch Co.
La société, finalement connue sous le nom de Gruen Watch Company, établie à Columbus Ohio et par la suite à Biel/Bienne, a eu également des liens avec Madretsch, New York, Saint-Imier et Toronto.
Cette société, comme bien d'autres établissements horlogers de son temps, a connu plusieurs changements de dénomination au fil de son développement, aux États-Unis comme en Suisse. Elle acquit une grande renommée, principalement dans son marché d'origine (États-Unis) par des montres-bracelets ultra plates et des montres cintrées, épousant la courbure du poignet.
Bien que la société d'origine n'existe plus, comme tant d'autres manufactures d'origine américaine, la marque subsiste encore aux États-Unis, mais dans toute une autre catégorie de prix et de système de distribution.

## Gruen D. & Sons
Dietrich Gruen (en) fonda la compagnie, en 1874, à Columbus Ohio. Né en Allemagne, où il fit son apprentissage, il travailla par la suite pendant trois ans en Suisse avant de s’exiler aux États-Unis. La connexion suisse de la compagnie exista dès le début, car Gruen débuta par l’importation aux États-Unis de chablons depuis Madretsch, une banlieue de Biel/Bienne. Ces mouvements 18S, remontage à la couronne, étaient munis d’un pignon de sécurité (Grün en obtint le brevet US no 157913 en 1874).

## Grün & Savage
En 1879, la société prit le nom de Grün & Savage, du nouvel associé, W. J. Savage, pour continuer leurs activités précédentes.

## Columbus Watch Company
En 1882, la compagnie fut réorganisée sous le nouveau nom de Columbus Watch Company et la production de mouvements spécifiques à Gruen débuta aux États-Unis, tout en utilisant le solde de l’inventaire des mouvements et pièces détachées encore de provenance suisse. Cette société fit faillite en 1894.

## D. Gruen & Son
Dietrich Gruen créa alors une nouvelle société : D. Gruen & Son, en association avec son fils Frederick G. Gruen. Ils utilisèrent des mouvements d’Allemagne, avec le système d’échappement créé par Moritz Grossman (en).

## D. Gruen & Sons
En 1897, le nom de la société fut à nouveau modifié, à la suite de la participation d’un autre fils, George J. Gruen (en). Le siège fut transféré à Cincinnati,Ohio, en 1898.
Vers 1911, Frederick Gruen fit construire une nouvelle fabrique, nommée Time Hill sur la East McMillan Street à Walnut Hills. Gruen devint rapidement une des plus grandes fabriques d’horlogerie du pays.

## D. Gruen, Sons & Co.
En 1900, le nom de la société fut modifié en Gruen, Sons & Co.. Cette nouvelle entité devint en partie une société de droit suisse. Les mouvements n’étaient plus produits à Glashütte, Allemagne, mais à nouveau en Suisse. En 1903, une filiale fut officiellement créée à Biel/Bienne, Suisse : la The Gruen Watch Manufacturing Company.
Gruen fut une des toutes premières sociétés nord-américaines qui offrit des mouvements de base produits en Suisse en une grande variété de boîtiers en une large catégorie de prix. Ces mouvements étaient cependant réglés, munis du cadran et des aiguilles et emboîtés aux États-Unis. Une partie de leurs mouvements de la plus haute qualité provenait de Jean Aegler (qui devint le fournisseur exclusif et partenaire de Hans Wilsdorf, Rolex).

## The Gruen Watch Company

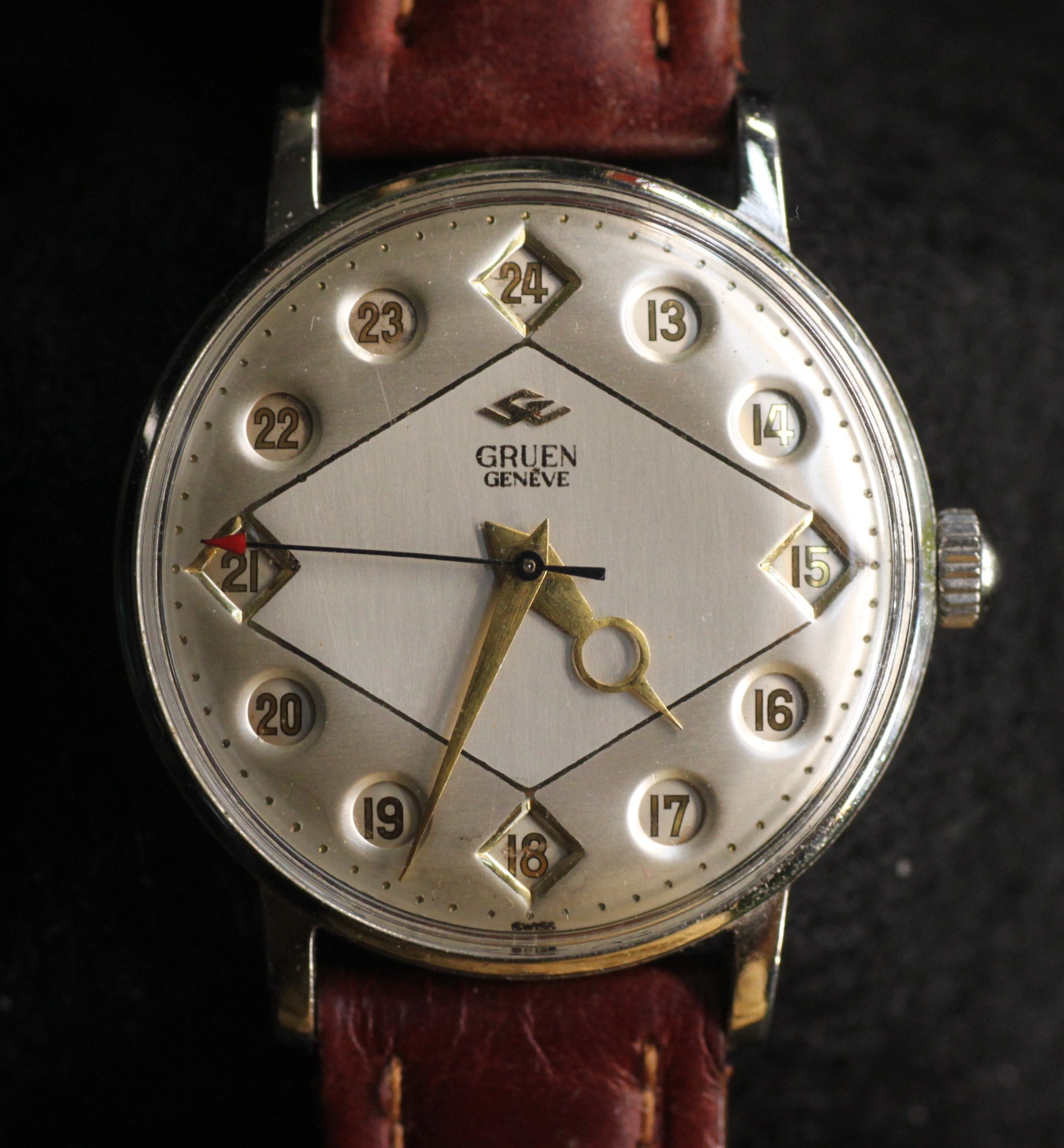
Airflight Jump Hour
cadran rotatif 24h
1960-1965

En 1892, une restructuration de l’entreprise provoqua la fusion des sociétés D. Gruen, Sons & Co., Cincinatti, The Gruen Watch Manufacturing Co., Biel/Bienne et la Gruen National Watch Case Co., en une nouvelle entité, nommée The Gruen Watch Company.
En 1923, cette société s’établit dans une nouvelle fabrique à Biel/Bienne.
En 1924, Gruen débuta la production de montres ultra plates. Vers le milieu des années 1920, les ventes annuelles de Gruen avaient atteint plus de cinq millions de dollars. En chiffre de ventes totales, la société était devenue la plus importante des États-Unis, ainsi que par le prix moyen de chaque montre vendue !
En 1930, Gruen introduit la montre Baguette.
Au début de la dépression mondiale, en 1930, un accord fut signé avec Alpina, pour la production et la vente de montres portant les deux marques en commun : la montre Alpina/Gruen.
En 1935, Gruen débuta la mise au point des fameuses montres Curvex. Leur mouvement, breveté, était courbé sur le dessus, mais plat dessous : calibre 7 ¾”x11 ¾ lignes. Une année plus tard, la Curvex pour femme fut introduite.
En 1937, un nouveau calibre, cintré dessus et dessous, révolutionna le styling des montres Curvex.
Gruen demeura très productif dans le domaine des montres cintrées et des montres ultra plates pendant des décennies. L’évolution des montres Quartz mit fin à leurs succès répétés : la mise au point et la commercialisation de leurs propres développements dépassèrent leurs capacités techniques et financières.
L’entreprise à Biel/Bienne ferma ses portes en 1977 ; leur imposant immeuble, surplombant la ville, fut racheté par la société de leur ancien fournisseur, Jean Aegler, devenu Rolex Manufacture.

## Marques
- Cardinal

## Nouveaux propriétaires et marketing
De nos jours, la marque Gruen appartient à la société MZ Berger à Long Island City aux États-Unis. Cette compagnie est spécialisée dans la production de montres à leurs marques en Chine. Leur distribution aux États-Unis se fait par des canaux hors des circuits horlogers traditionnels.
Bien que les droits à la marque appartiennent à MZ Berger, les montres marquées Gruen, produites depuis les années 1970, n’ont aucune relation avec les fondateurs Gruen et la Gruen Watch Company.